# Cryptosula okadai
Cryptosula okadai är en mossdjursart som beskrevs av James Dick och Ross 1988. Cryptosula okadai ingår i släktet Cryptosula och familjen Cryptosulidae. Inga underarter finns listade i Catalogue of Life.